# Béla Szepes

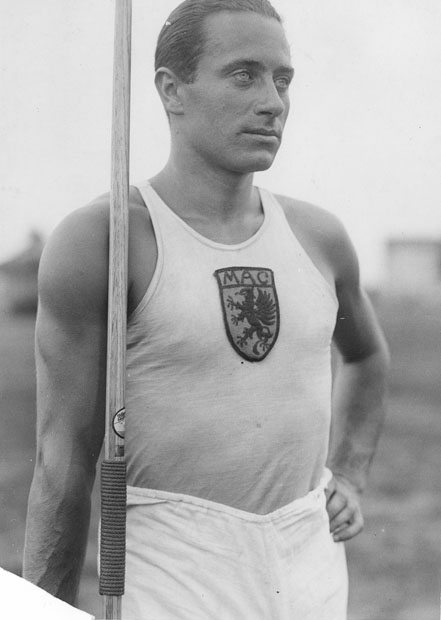
Béla Szepes
(Olympische Sommerspiele 1928)

Béla Szepes [ˈbeːlɒ ˈsɛpɛʃ] (* 5. September 1903 in Igló; † 20. Juni 1986 in Budapest) war ein ungarischer Leichtathlet und Skisportler, der in den späten 1920er Jahren als Speerwerfer erfolgreich war.
Bei seiner Olympiateilnahme 1928 in Amsterdam traf Szepes auf zwei Weltrekordler: den Finnen Eino Penttilä, der im Vorjahr den Weltrekord auf 69,88 m geschraubt hatte, sowie den Schweden Erik Lundqvist, der drei Tage nach den Spielen von Amsterdam als erster Werfer der Erde die 70-Meter-Marke übertreffen sollte. Der Ungar brachte aus dem Jahr 1927 eine persönliche Bestleistung von 64,80 m mit. Diese Weite konnte er in der Qualifikation um 46 cm übertreffen, kam jedoch nicht an Lundqvist heran, der seine Siegesweite von 66,60 m ebenfalls bereits in der Qualifikation erzielte. Szepes gewann mit 65,26 m Silber vor dem Norweger Olav Sunde (Bronze mit 63,97 m). Weltrekordler Pentillä hatte trotz guter 63,20 m keine Chance, in den Kampf um die Medaillen einzugreifen, und endete auf Platz 6.
Béla Szepes war viermal ungarischer Meister der Nordischen Kombination und einer der besten ungarischen Skispringer. Er war auch Skilangläufer und Olympiateilnehmer bei Winterspielen 1924 in Chamonix und 1928 in St. Moritz.
Von 1926 bis 1933 arbeitete Szepes in Berlin als Journalist und Sportkarikaturist.